# 2002 GK32
2002 GK32, também escrito como 2002 GK32, é um objeto transnetuniano que está localizado no Cinturão de Kuiper, uma região do Sistema Solar. Este objeto é classificado como um cubewano. Ele possui uma magnitude absoluta de 6,4 e tem um diâmetro estimado com cerca de 231 km.

## Descoberta
2002 GK32 foi descoberto no dia 8 de abril de 2002 pelo astrônomo Marc W. Buie.

## Órbita
A órbita de 2002 GK32 tem uma excentricidade de 0,016 e possui um semieixo maior de 43,798 UA. O seu periélio leva o mesmo a uma distância de 43,078 UA em relação ao Sol e seu afélio a 44,518 UA.